# Zygonyx ida
Zygonyx ida е вид водно конче от семейство Libellulidae. Видът не е застрашен от изчезване.

## Разпространение и местообитание
Разпространен е в Индонезия (Бали, Калимантан, Малки Зондски острови, Суматра и Ява), Малайзия (Западна Малайзия, Сабах и Саравак) и Тайланд.
Обитава гористи местности, планини, възвишения и хълмове.